# 아냐델로 전투
아냐델로 전투(Battaglia di Agnadello)는 캉브레 동맹 전쟁 (1508~16)중인 1509년 5월 14일, 이탈리아 베르가모와 밀라노 사이에 있는 아냐델로에서 프랑스와 베네치아 사이에서 벌어진 전투이다. 발리아 전투 (Vailà)로도 알려져 있다. 전투에서 베네치아가 대패하며 그동안 점령했던 북이탈리아 지역들을 상실하고 말았다. 이후 베네치아가 반격을 가했으나 전세를 뒤집지는 못했고 1510년 2월 교황에게 항복하였다.

## 배경
교황 알렉산데르 6세(214대 1492~1503) 시대에 그의 아들 체사레 보르자에 의해 중부지역의 교황령이 보르자 가문의 영지로 전락했다. 알렉산데르 6세가 죽고 26일만에 사망한 비오 3세에 이어 216대 율리오 2세 교황이 즉위하면서 교황청의 분위기가 많이 바뀌었다.
교황 율리오 2세는 '전사교황'이라는 별칭답게 강하고 권위있는 교황권을 정립하고자 노력하며 이탈리아 반도를 외부 세력으로부터 독립된 통일국가이자 신정국가로 만들려고 하였다. 이를 위해 먼저 보르자 가문의 세력을 제거하고 법적으로만 교황령이였던 지역들을 직활령으로 복속시키고자 했으며 급팽창하는 베네치아의 세력을 약화시키고자 시도했다.
율리오 2세에 의해 교황령 사령관이였던 체사레 보르자가 강등당하며 세력이 약해지자 볼로냐등 로마냐 지역은 독립을 추진하거나 자발적으로 베네치아의 속령이 되어버렸다. 교황은 베네치아에게 반환을 통보했으나 베네치아는 거절하였고 갈등이 촉발되었다. 1508년 12월에 교황이 주도하여 프랑스, 스페인, 신성로마제국등과 캉브레 동맹을 결성하면서 베네치아를 압박하였다.

## 진행
1509년 4월 15일, 루이 12세가 지휘하는 프랑스군이 밀라노를 떠나 베네치아의 영토를 침공했다. 이 접근에 맞서, 베네치아는 베르가모 인근에서 용병들을 모았고, 오르시니 일가와 바르톨로메오 달비아노, 니콜로 디 피틸리아노가 이 병력을 지휘하도록 합류했다. 오르시니 측은 진군해오는 프랑스군에 정면으로 맞서기를 피했고, 소규모 접전을 벌이며 몇 주간을 보냈다.
5월 9일에 루이 12세는 카사노다다에 있는 아다강을 통과했다. 트레빌리오 근처에 진지를 구축한 달비아노와 피틸리아노는 프랑스군 공략에 대해 의견차이가 발생했다. 달비아노는 프랑스군과 정면승부를 원했고 피틸리아노는 직접 대결을 피하고 베네치아군에게 유리한 지형에서 전투를 벌리고자 하였다. 결국 유리한 장소를 찾기 위해 포강을 향해 남쪽으로 이동하기로 결정했다.
5월 14일에 남쪽으로 베네치아군이 이동하면서, 피에로 델 몬테와 사코초 다 스폴레토가 이끄는 달비아노의 후방 부대가 아냐델로 근처에서 군대를 모으고 있던 샤를 2세 당부아즈가 이끄는 프랑스의 선발대의 공격을 받았다. 판디노 (Pandino)에 있던 달비아노는 8,000명 가량의 병력을 급히 되돌려, 포도밭이 보이는 산등성에 배치했다. 샤를 2세는 처음에는 기병, 그후에는 스위스 미늘창병으로 공격을 시도했으나, 퍼붙는 비로 진흙탕이 된 관개 수로가 지나는 언덕을 올라서야했던 프랑스군은 베네치아군 진영을 무너트릴 수 없었다.
피틸리아노는 달비아노보다 앞서 행군하고 있었고, 프랑스군들이 달비아노의 군대를 공격하기 시작했을 때 수 마일 떨어져 있었다. 달비아노가 피틸리아노에게 지원을 요청했으나 피틸리아노는 전투를 피하고 자신과 합류하라는 서신만 보낸후 계속해서 남쪽으로 진군해 버렸다. 그동안에 루이 12세는 프랑스 군을 이끌고 아냐델로에 도착하여 전투에 합세하였다. 프랑스군은 달비아노를 삼면에서 포위한후 공격을 가했다.
베네치아 기병대는 보병을 돕기위해 프랑스군의 중앙을 공격했다. 이 공격이 초반에는 성공적이였으나 베네치아 기병대는 곧 수적열세로 인해 포위된후 공격을 받자 퇴각하였다. 베네치아군의 대형이 무너지고 살아남은 기사들은 전장에서 도망쳤으며 달비아노는 부상을 입고 포로로 잡혔다. 베네치아군의 지휘관 스폴레토와 델 몬테를 포함해 4천 명 이상이 전사했으며, 30여개의 대포를 빼았겼다.

## 결과와 영향
아냐델로 전투의 패전소식이 피틸리아노 진영에 전달되자 용병들이 대거 탈영하였다. 프랑스군이 계속 진군해오자, 그는 급히 트레비소와 베네치아로 퇴각했다. 루이 12세는 롬바르디아의 나머지 지역을 점령했다. 이 전투는 니콜로 마키아벨리의 군주론에서도 언급되었는데, 이 전투에 패배한 베네치아에 대해서 "800년간을 거쳐 정복한 지역들을 상실했다."라고 기록했다.
파도바 공성전(9월)을 통해 베네치아가 반격을 가했으나 폴레셀라 전투(12월)에 패배하며 최종적으로 1510년 2월 굴욕적인 조건하에 교황에게 항복하였다. 아냐델로 전투에서 베네치아가 패배하며 세력이 급속히 약해지자 든든한 우방을 잃어버린 피사 공화국은 1509년 6월 피렌체에 항복을 할수 밖에 없었다. 1494년에 프랑스 샤를 8세의 이탈리아 원정때 피렌체로부터 독립하였으나 16세기 초부터 다시 시작된 피렌체와의 전쟁에서 더 이상 베네치아의 지원을 기대할 수 없는 상황이 되어버렸기 때문이다.

## 참고 자료
- 아냐델로 전투 (이탈리아어)